# Thelonious Monk Quartet with John Coltrane at Carnegie Hall
Thelonious Monk Quartet with John Coltrane at Carnegie Hall è un album dal vivo del pianista e compositore statunitense Thelonious Monk, pubblicato nel 2005 ma registrato nel 1957.

## Tracce
Tutte le tracce sono state composte da Thelonious Monk, eccetto dove indicato.

1. Monk's Mood – 7:52
2. Evidence – 4:41
3. Crepuscule With Nellie – 4:26
4. Nutty – 5:03
5. Epistrophy (Monk, Kenny Clarke) – 4:29
6. Bye-Ya – 6:31
7. Sweet and Lovely (Gus Arnheim, Harry Tobias, Jules LeMare) – 9:34
8. Blue Monk – 6:31
9. Epistrophy – 2:24

## Formazione
- Thelonious Monk – piano
- John Coltrane – sassofono tenore
- Ahmed Abdul-Malik – basso
- Shadow Wilson – batteria